# Коштва
Коштва — река в Тёмкинском районе Смоленской области России, правый приток Туреи. Длина — 10 км.
Берёт своё начало недалеко от деревни Засецкое.
На Коштве расположены деревни Селенки и Федюково. В Селенках сооружена плотина. В 60-х годах в Коштву заходила щука.
Гидроним слова Коштва делится на два компонента: Кошт-ва. Во многих финно-угорских языках, слово «ва» означает «вода», «река» или «мокрый».

## Данные водного реестра
По данным государственного водного реестра России относится к Окскому бассейновому округу, водохозяйственный участок реки — Угра от истока и до устья, речной подбассейн реки — Бассейны притоков Оки до впадения Мокши. Речной бассейн реки — Ока.
По данным геоинформационной системы водохозяйственного районирования территории РФ, подготовленной Федеральным агентством водных ресурсов:
- Код водного объекта в государственном водном реестре — 09010100412110000020965
- Код по гидрологической изученности (ГИ) — 110002096
- Код бассейна — 09.01.01.004
- Номер тома по ГИ — 10
- Выпуск по ГИ — 0